# Copa de la Reina de Baloncesto 1980-81
La Copa de la Reina de Baloncesto 1980-81 corresponde a la 19.ª edición de dicho torneo. Se celebró entre el 30 de abril y el 3 de mayo de 1981 en el Pabellón Municipal de Vigo. 
Esta temporada, el Campeonato se disputa en Vigo, y participan los seis primeros clasificados de la liga. Los equipos se dividen en dos grupos de 3, donde juegan todos contra todos a una vuelta. Los primeros de cada grupo juegan la final por el título. El campeón se clasifica para la Copa Ronchetti 1981-82.

## Desarrollo
El excelente campeonato de la céltica Soledad Granados le hizo merecedora de la designación como mejor jugadora del torneo por delante de Paíno, que se llevó a casa el de mejor anotadora. Pero dentro de una de las ediciones en la que se entregaron más trofeos individuales, con ejemplos como el  "Trofeo a la deportividad" o el "Trofeo a la mejor deportista""(se entregaron a Rosa Castillo y Araujo respectivamente), la gran "triunfadora" fue desde luego Soledad Granados. Además del título y el MVP fue designada no se sabe exactamente por quien como "Miss Campeonato".

## Fase de grupos

### Grupo A
| Pos. | Equipo         | PJ | G | P | PF  | PC  | DP  | Pts | Clasificación o descenso |       | PIC | IBE   | CAN   |
| ---- | -------------- | -- | - | - | --- | --- | --- | --- | ------------------------ | ----- | --- | ----- | ----- |
| 1    | Picadero J. C. | 2  | 2 | 0 | 156 | 120 | +36 | 4   | Clasifica a la Final     |       | —   | 85–51 | –     |
| 2    | GE Iberia      | 2  | 1 | 1 | 138 | 164 | −26 | 3   |                          |       | –   | —     | 87–79 |
| 3    | Canoe N. C.    | 2  | 0 | 2 | 148 | 158 | −10 | 2   |                          | 69–71 | –   | —     |       |

 Fuente: Banco de Resultados

### Grupo B
| Pos. | Equipo              | PJ | G | P | PF  | PC  | DP  | Pts | Clasificación o descenso |       | CEL | COM   | DON   |
| ---- | ------------------- | -- | - | - | --- | --- | --- | --- | ------------------------ | ----- | --- | ----- | ----- |
| 1    | R. C. Celta de Vigo | 2  | 2 | 0 | 145 | 116 | +29 | 4   | Clasifica a la Final     |       | —   | 69–60 | –     |
| 2    | CD Complutense      | 2  | 1 | 1 | 133 | 141 | −8  | 3   |                          |       | –   | —     | 73–72 |
| 3    | CD Donosti          | 2  | 0 | 2 | 128 | 149 | −21 | 2   |                          | 56–76 | –   | —     |       |

 Fuente: Banco de Resultados

## Final
| 3 de mayo de 1981, 12:30 | Picadero J. C.                     | 58–74       | R. C. Celta de Vigo           |                                                              |  |
|                          | Marcador por tiempos: 37–44, 21–30 |             |                               |                                                              |  |
|                          | Estadísticas Castillo 22           | Reporte Pts | Estadísticas Marisol Paíno 22 | Pabellón: Pabellón Municipal, Vigo Árbitros: Abellán, Monjas |  |

| Ganadoras de la Copa de la Reina 1980-81 |
| ---------------------------------------- |
| R. C. Celta de Vigo 1º título            |